# Der Herr ist mein getreuer Hirt
Der Herr ist mein getreuer Hirt (Bach-Werke-Verzeichnis 112) ist eine Kirchenkantate von Johann Sebastian Bach. Er komponierte die Choralkantate 1731 in Leipzig.

## Geschichte und Worte
Bach schrieb die Kantate für den Sonntag Misericordias Domini, den zweiten Sonntag nach Ostern. Die vorgeschriebenen Lesungen waren 1 Petr 2,21–25 , Christus als Vorbild, und Joh 10,11–16 , Jesus als Guter Hirte. Bach ergänzte mit dieser Kantate seinen zweiten Zyklus von Choralkantaten, den er am ersten Sonntag nach Trinitatis 1724 begonnen hatte. Für die Zeit ab Ostern 1725 hatte er in jenem Jahre keine Choralkantaten komponiert.
Der Text der Kantate ist unverändert jener des Kirchenliedes (1530, 1531, Augsburg), einer Umdichtung von Psalm 23, die Wolfgang Meuslin zugeschrieben wurde. Diese Zuschreibung gilt anderen Autoren zufolge nicht als gesichert. Das Lied wird auf die Melodie von Allein Gott in der Höh sei Ehr von Nikolaus Decius (1522) gesungen. Es ist nicht das Lied mit der gleichen Anfangszeile von Cornelius Becker, gesungen auf dieselbe Melodie, das Bach in den beiden vorangegangenen Kantaten zum gleichen Anlass benutzt hatte, Du Hirte Israel, höre und Ich bin ein guter Hirt. Sein Inhalt, der Herr als guter Hirte, wurde traditionell auf Jesus gedeutet und entspricht so dem Evangelium. Damit konnte Bach es unverändert als Text benutzen.
Bach führte die Kantate in der Leipziger Nikolaikirche am 8. April 1731 erstmals auf.

## Besetzung und Aufbau
Die Kantate ist besetzt mit vier Solisten, Sopran, Alt, Tenor und Bass, vierstimmigen Chor, zwei Hörnern, zwei Oboen d’amore, zwei Violinen, Viola und Basso continuo. Die Kantate enthält fünf Sätze.
1. Choral: Der Herr ist mein getreuer Hirt
2. Aria (Alt): Zum reinen Wasser er mich weist
3. Recitativo (Bass): Und ob ich wandelt im finstern Tal
4. Duetto (Sopran, Tenor): Du bereitest für mir einen Tisch
5. Choral: Gutes und die Barmherzigkeit

## Musik
Im Eingangschor, einer Choralphantasie, wird die Melodie des Deutschen Gloria, Allein Gott in der Höh sei Ehr, in ein unabhängiges Orchesterkonzert eingebettet. Der Satz beginnt mit Hornsignalen, die von der Choralmelodie abgeleitet sind, dann konzertieren die Hörner mit den Streichern, die von Oboen verstärkt werden. Der Cantus firmus liegt im Sopran, während die Unterstimmen imitierend geführt sind. John Eliot Gardiner vergleicht den Satz mit den Einleitungssätzen der beiden vorangegangenen Kantaten zum gleichen Anlass und bemerkt, dass dieser ein königlicheres Bild des guten Hirten zeichnet. Sowohl Alfred Dürr als auch Klaus Hofmann vermuten, dass die Musik ursprünglich nicht für den Text vom Hirten, sondern für das Gloria komponiert wurde. Bach hatte bereits in Auf Christi Himmelfahrt allein eine Choralphantasie auf diese Melodie geschrieben.
Die Binnensätze der Kantate verwenden den Liedtext unverändert, doch ist ihre Musik unabhängig von der Liedmelodie. Die Alt-Arie wird von der obligaten Oboe d’amore begleitet. Sie steht im pastoralen 6/8-Takt und besteht aus zwei ähnlichen Teilen. Der stetige Fluss der Oboenmelodie kann als das „reine Wasser“ gedeutet werden, das der Text erwähnt, die Schritte im Continuo als Schritte „auf rechter Straß“.
Der zentrale Satz beginnt als Arioso, vom Continuo begleitet, und schildert das Wandern „im finstern Tal“. Der zweite Teil ist ein dramatisches Rezitativ mit Streichern. das zunächst „Verfolgung, Leiden, Trübsal“ in einer gebrochenen melodischen Linie gegen gehaltene Akkorde ausdrückt, dann den Schutz „Dein Stab und Stecken trösten mich“.
Das folgende Duett zeigt die Freude an Gottes Tisch in einem Tanz, einer Bourrée.
Die Kantate wird beschlossen durch einen vierstimmigen Choralsatz, in dem die Instrumente colla parte spielen.

## Einspielungen
- J. S. Bach: Cantatas BWV 112 & BWV 185. Hans Grischkat, Schwäbischer Singkreis Stuttgart, Bach-Orchester Stuttgart, Claire Fassbender-Luz, Hetty Plümacher, Klaus Stemann, Hermann Werdermann. Renaissance / Baroque / Joker, 1951.
- J. S. Bach: Cantata BWV 112. Günther Ramin, Thomanerchor, Gewandhausorchester, Elisabeth Meinel-Asbahr, Lotte Wolf-Matthäus, Gert Lutze, Johannes Oettel. Eterna, 1954.
- East German Revolution. Hans-Joachim Rotzsch, Thomanerchor, Gewandhausorchester, Regina Werner, Gerda Schriever, Peter Menzel, Hermann Christian Polster. PILZ, ca. 1975.
- J. S. Bach: Das Kantatenwerk, Folge 28. Nikolaus Harnoncourt, Wiener Sängerknaben, Tölzer Knabenchor, Concentus Musicus Wien, Solist des Tölzer Knabenchor, Paul Esswood, Kurt Equiluz, Ruud van der Meer. Teldec, 1979.
- Die Bach Kantate, Vol. 9. Helmuth Rilling, Gächinger Kantorei, Bach-Collegium Stuttgart, Inga Nielsen, Gabriele Schreckenbach, Aldo Baldin, Walter Heldwein. Hänssler, 1981.
- Bach Cantatas Vol. 23: Arnstadt/Echternach / For the 1st Sunday after Easter (Quasimodogeniti) / For the 2nd Sunday after Easter (Misericordias Domini). John Eliot Gardiner, Monteverdi Choir, English Baroque Soloists, Katharine Fuge, William Towers, Norbert Meyn, Stephen Varcoe. Soli Deo Gloria, 2000.
- Bach Edition Vol. 21 – Cantatas Vol. 12. Pieter Jan Leusink, Holland Boys Choir, Netherlands Bach Collegium, Ruth Holton, Nico van der Meel, Bas Ramselaar. Brilliant Classics, 2000.
- J. S. Bach: Complete Cantatas, Vol. 20. Ton Koopman, Amsterdam Baroque Orchestra & Choir, Sandrine Piau, Bogna Bartosz, Christoph Prégardien, Klaus Mertens. Antoine Marchand, 2003.
- J. S. Bach: Cantatas Vol. 52 – Wachet auf, ruft uns die Stimme, Cantatas 29, 112, 140 (Cantatas from Leipzig 1730s-40s (I)). Masaaki Suzuki, Bach Collegium Japan, Hana Blažíková, Robin Blaze, Gerd Türk, Peter Kooij. BIS, 2011.